# Gelij Tjernov
Gelij Vasiljevitj Tjernov, född 8 februari 1929 i Usol'je i Perm-regionen, död 26 december 2000 i Moskva, var en sovjetisk och rysk lingvist, lexikograf, tolk, översättningsvetare med inriktning på simultantolkning och interkulturell kommunikation. Doktor i filologi 1980, professor 1986. Fick Pusjkins guldmedalj 1999 "för sitt bidrag till utveckling, bevarande och förbättring av traditionerna i den nationella kulturen." 

## Biografi
1952 tog han examen från fakulteten för översättning och tolkning vid Maurice Thorez statliga pedagogiska institut för utländska språk i Moskva, 1955 fullgjorde han sin forskarutbildning vid samma institut (disputerade på en avhandling om ämnet "Att översätta ryska ord till engelska när ekvivalens saknas"). 
1955–1961 - Föreläsare, universitetslektor, Institutionen för översättning och tolkning. Maurice Thorez statliga pedagogiska institut för utländska språk i Moskva. 
1961–1967 - simultantolk vid FN-sekretariatet i New York. 
1967–1976 - Universitetslektor, docent, Institutionen för engelsk översättning och tolkning, Maurice Thorez statliga pedagogiska institut för utländska språk i Moskva. 
1976–1982 - Rysk chefstolk, FN-sekretariatet. Tolk vid flera stora internationella konferenser och möten, inklusive flera Dartmouth-konferenser. 
1983–1991 - Chef för institutionen för teori och praktik inom översättning, dekan vid fakulteten för översättning vid Moskvas statliga lingvistiska universitet (MGLU). 
1991–1995 - president för Moskvas Internationella skola för tolkning och översättning. 
1995–2000 - professor vid Institutionen för översättningsteori, översättningshistoria och översättningskritik, Moskvas statliga lingvistiska universitet (MGLU). 
1996 - Grundare och första dekanen för översättningsfakulteten vid Moskvas institut för främmande språk. 

## Övrigt
- Huvudredaktör och ledare för teamet av författare som skapade och publicerade den engelsk-ryska ordboken "Americana" 1996 - den första tvåspråkiga encyklopediska publikationen om Förenta staterna (Unescos kulturpris och ryska bokförläggarföreningens pris för bästa bok 1997).
- Författare till två monografier och cirka 60 vetenskapliga publikationer om översättningsteori och interkulturell kommunikation. Författare till monografin "Theory and Practice of Simultaneous Translation" (1978).
- Medförfattare och huvudredaktör för Pocket English-Russian and Russian-English Dictionary, som har utkommit i cirka 30 upplagor, inklusive som Harrap's Pocket Russian Dictionary (1993) och The Wordsworth English-Russian / Russian-English Dictionary (1997).
- Ordboken Amerikanskij variant. American-Russian and Russian-American Dictionary - den första ryska tvåspråkiga ordboken som återspeglar amerikansk engelska (2001, postumt), publicerad av Glossarium (Smolensk) och ABBYY Press (Moskva).